# Елизабет Бајсел
Елизабет Лајон Бајсел (енгл. Elizabeth Lyon Beisel; Саундерстаун, 18. август 1992) америчка је пливачица чија специјалност је пливање леђним и мешовитим стилом.
Трострука је олимпијка и освајачица две олимпијске медаље са Олимпијских игара 2012. у Лондону и светска првакиња из Шангаја 2011. године. Чланица је америчке пливачке репрезентације од своје тринаесте године. 

## Пливачка каријера
Бајселова је постала чланицом америчке пливачке репрезентације још као тринаестогодишња девојчица, а на светској сцени дебитовала је већ са 14 година, на Светском првенству 2007. где је освојила 12. место у полуфиналу. 
Бајселова је успела да се преко националног изборног такмичења пласира на Летње олимпијске игре 2008. у Пекингу, и те године је са непуних 16 година била најмлађом чланицом америчке олимпијске пливачке репрезентације. У Пекингу је Бејзелова пливала на 400 мешовито и 200 леђно. У трци на 400 мешовито отпливала је најбоље време квалификација, а у финалу је заузела 4. место испливавши резултат од 4:34.24 минута, док је у финалу трке на 200 леђно имала пето време.
Годину дана након успешног олимпијског дебија у Пекингу на светском првенству у Риму осваја своју прву медаљу на међународној сцени, бронзу у трци на 200 метара леђним стилом, са свега 30 стотинки слабјим временом од тадашњег националног рекорда у тој дисциплини. У наредним годинама осваја још две медаље на светским првенствима, обе на 400 метара мешовито, златну у Шангају 2011, и бронзану у Барселони 2013. године.
На олимпијским играма у Лондону 2012. такмичила се у две дисциплине, и у обе дисциплине узела олимпијске медаље. Била је сребрна у трци на 400 м мешовито, док је у дисциплини 200 м леђно освојила бронзу. Представљала је САД и на Играма 2016. у Рио де Жанеиру где је у трци на 400 метара мешовито заузела 6. место са временом 4:34.98 минута.